# Nuoto ai campionati mondiali di nuoto 2009 - 200 metri farfalla maschili
La specialità dei 200 metri farfalla maschili ai campionati mondiali di nuoto 2009 si è svolta al complesso natatorio del Foro Italico di Roma, in Italia.
Le qualifiche per la semifinale si sono svolte la mattina del 28 luglio 2009 e vi hanno partecipato 73 atleti. La semifinale si è svolta la sera dello stesso giorno. La finale si è svolta la sera del 29 luglio 2009.

## Medaglie
| Posizione | Atleta             | Paese       |
| --------- | ------------------ | ----------- |
|           | Michael Phelps     | Stati Uniti |
|           | Paweł Korzeniowski | Polonia     |
|           | Takeshi Matsuda    | Giappone    |

## Record
Prima di questa competizione il record del mondo (WR) e il record dei campionati (CR) erano i seguenti.
|  | 1'52"03 | Michael Phelps Stati Uniti | 13 agosto 2008 Pechino, Cina       |
|  | 1'52"09 | Michael Phelps Stati Uniti | 28 marzo 2007 Melbourne, Australia |

Durante l'evento sono stati migliorati i seguenti record:
| Data      | Evento | Atleta         | Nazione     | Tempo   | Record |
| --------- | ------ | -------------- | ----------- | ------- | ------ |
| 29 luglio | Finale | Michael Phelps | Stati Uniti | 1'51"51 |        |

## Risultati batterie
| Pos. | Atleta                     | Nazionalità             | Tempo   | Batteria | Corsia | Note |
| ---- | -------------------------- | ----------------------- | ------- | -------- | ------ | ---- |
| 1    | Paweł Korzeniowski         | Polonia                 | 1:54.33 | 6        | 6      |      |
| 2    | Michael Phelps             | Stati Uniti             | 1:54.35 | 8        | 4      |      |
| 3    | Scott Tyler Clary          | Stati Uniti             | 1:54.42 | 6        | 4      |      |
| 4    | Sebastien Rousseau         | Sudafrica               | 1:54.51 | 6        | 3      | NR   |
| 5    | Kaio Almeida               | Brasile                 | 1:54.57 | 8        | 5      |      |
| 6    | Nikolay Skvortsov          | Russia                  | 1:55.07 | 6        | 5      |      |
| 7    | Dinko Jukić                | Austria                 | 1:55.45 | 7        | 6      |      |
| 8    | Yin Chen                   | Cina                    | 1:55.49 | 8        | 1      |      |
| 9    | Michael Rock               | Regno Unito             | 1:55.76 | 8        | 6      |      |
| 10   | Peng Wu                    | Cina                    | 1:55.96 | 8        | 3      |      |
| 11   | Moss Burmester             | Nuova Zelanda           | 1:56.03 | 7        | 5      |      |
| 12   | Takeshi Matsuda            | Giappone                | 1:56.10 | 7        | 4      |      |
| 13   | Lucas Salatta              | Brasile                 | 1:56.16 | 8        | 7      |      |
| 14   | Pedro Oliveira             | Portogallo              | 1:56.17 | 6        | 1      |      |
| 15   | Joeri Verlinden            | Paesi Bassi             | 1:56.59 | 8        | 8      | NR   |
| 16   | Ryusuke Sakata             | Giappone                | 1:56.75 | 7        | 3      |      |
| 17   | Chad le Clos               | Sudafrica               | 1:56.90 | 7        | 8      |      |
| 18   | Simon Sjödin               | Svezia                  | 1:57.01 | 8        | 0      | NR   |
| 19   | Gal Nevo                   | Israele                 | 1:57.02 | 4        | 5      |      |
| 20   | Omar Pinzón                | Colombia                | 1:57.13 | 6        | 9      |      |
| 21   | Francesco Vespe            | Italia                  | 1:57.16 | 8        | 2      |      |
| 22   | Lachlan Staples            | Australia               | 1:57.21 | 7        | 1      |      |
| 23   | Stefan Hirniak             | Canada                  | 1:57.43 | 5        | 9      | NR   |
| 23   | Diogo Carvalho             | Portogallo              | 1:57.43 | 7        | 7      |      |
| 25   | Joseph Roebuck             | Regno Unito             | 1:57.44 | 6        | 8      |      |
| 26   | Marcin Babuchowski         | Polonia                 | 1:57.53 | 5        | 6      |      |
| 27   | Christopher Wright         | Australia               | 1:57.54 | 6        | 7      |      |
| 28   | ChiChieh Hsu               | Taipei cinese           | 1:57.61 | 7        | 2      |      |
| 29   | Alexandru Felix Maestru    | Romania                 | 1:57.97 | 5        | 7      |      |
| 30   | Illya Chuyev               | Ucraina                 | 1:58.40 | 7        | 0      |      |
| 31   | Jan Sefl                   | Rep. Ceca               | 1:58.46 | 7        | 9      |      |
| 32   | Jeongnam Yu                | Corea del Sud           | 1:58.56 | 5        | 4      |      |
| 33   | Pablo Marmolejo            | Messico                 | 1:58.59 | 5        | 8      |      |
| 34   | Denys Dubrov               | Ucraina                 | 1:58.96 | 5        | 1      |      |
| 35   | Daniel William Henry Bego  | Malaysia                | 1:58.99 | 4        | 6      |      |
| 36   | Mathieu Fonteyn            | Belgio                  | 1:59.40 | 6        | 2      |      |
| 37   | Norbert Kovács             | Ungheria                | 1:59.64 | 4        | 3      |      |
| 38   | Israel Duran               | Messico                 | 1:59.86 | 4        | 4      |      |
| 39   | Douglas Clark Lennox Ii    | Porto Rico              | 2:01.01 | 4        | 7      |      |
| 40   | Andres Jose Gonzalez       | Argentina               | 2:01.30 | 8        | 9      |      |
| 41   | Anders Mcintyre            | Canada                  | 2:01.56 | 5        | 2      |      |
| 42   | Emmanuel Crescimbeni       | Perù                    | 2:01.57 | 4        | 1      |      |
| 43   | Alon Mandel                | Israele                 | 2:01.79 | 5        | 5      |      |
| 44   | Bernhard Wolf              | Austria                 | 2:01.90 | 5        | 3      |      |
| 45   | Rehan Poncha               | India                   | 2:02.27 | 4        | 8      |      |
| 46   | Norbert Trudman            | Slovacchia              | 2:02.83 | 4        | 9      |      |
| 47   | Stefanos Dimitriadis       | Grecia                  | 2:02.84 | 5        | 0      |      |
| 48   | Sergey Pankov              | Uzbekistan              | 2:03.33 | 3        | 3      |      |
| 49   | Nguyen Vo Thai             | Vietnam                 | 2:03.55 | 3        | 8      |      |
| 50   | Pedro Pinotes              | Angola                  | 2:03.68 | 3        | 9      |      |
| 51   | Pavel Sankovič             | Bielorussia             | 2:03.76 | 3        | 4      |      |
| 52   | Joel Romeu Lemarchand      | Uruguay                 | 2:03.80 | 3        | 6      |      |
| 53   | Kai Wee Rainer Ng          | Singapore               | 2:03.83 | 3        | 0      |      |
| 54   | Dmitriy Gordiyenko         | Kazakistan              | 2:04.05 | 3        | 5      |      |
| 55   | Diego Castillo             | Panama                  | 2:04.71 | 3        | 2      |      |
| 56   | Endi Babi                  | Albania                 | 2:05.65 | 3        | 7      |      |
| 57   | J. Hernandez Maradiaga     | Honduras                | 2:05.99 | 4        | 0      |      |
| 58   | Roy F. Barahona Fuentes    | Honduras                | 2:06.92 | 3        | 1      |      |
| 59   | Andrejs Duda               | Lettonia                | 2:06.94 | 2        | 3      |      |
| 60   | Bojan Jovanov              | Macedonia               | 2:07.34 | 1        | 2      |      |
| 61   | Robert Walsh               | Filippine               | 2:08.17 | 2        | 6      |      |
| 62   | Ri Jin Nicholas Sim        | Singapore               | 2:09.54 | 2        | 5      |      |
| 63   | Sobitjon Amilov            | Uzbekistan              | 2:09.98 | 2        | 4      |      |
| 64   | Ryan Nelthropp             | Isole Vergini Americane | 2:11.56 | 2        | 1      |      |
| 65   | Kaspar Raigla              | Estonia                 | 2:13.37 | 2        | 8      |      |
| 66   | Aleksei Klimenko           | Kirghizistan            | 2:13.40 | 2        | 7      |      |
| 67   | Alejandro Madde Madde      | Bolivia                 | 2:14.11 | 2        | 0      |      |
| 68   | Ali Al Kaabi               | Emirati Arabi Uniti     | 2:15.52 | 2        | 9      |      |
| 69   | Favio Persano              | Paraguay                | 2:16.08 | 2        | 2      |      |
| 70   | Jean Marie Emmanuel Froget | Mauritius               | 2:16.82 | 1        | 4      |      |
| 71   | Benjamin Gabbard           | Samoa Americane         | 2:18.37 | 1        | 3      |      |
| 72   | Kareem Ennab               | Giordania               | 2:19.51 | 1        | 5      |      |
| 73   | Paul Elaisa                | Figi                    | 2:22.25 | 1        | 6      |      |

## Risultati semifinale
| Pos. | Atleta             | Nazionalità   | Batteria | Corsia | Tempo   | Note |
| ---- | ------------------ | ------------- | -------- | ------ | ------- | ---- |
| 1    | Takeshi Matsuda    | Giappone      | 1        | 7      | 1:53.35 |      |
| 2    | Michael Phelps     | Stati Uniti   | 1        | 4      | 1:53.48 |      |
| 3    | Paweł Korzeniowski | Polonia       | 2        | 4      | 1:53.75 |      |
| 4    | Dinko Jukić        | Austria       | 2        | 6      | 1:54.42 |      |
| 5    | Kaio Almeida       | Brasile       | 2        | 3      | 1:54.50 |      |
| 6    | Michael Rock       | Regno Unito   | 2        | 2      | 1:54.58 | NR   |
| 7    | Sebastien Rousseau | Sudafrica     | 1        | 5      | 1:54.71 |      |
| 8    | Scott Tyler Clary  | Stati Uniti   | 2        | 5      | 1:54.75 |      |
| 9    | Yin Chen           | Cina          | 1        | 6      | 1:54.85 |      |
| 10   | Nikolay Skvortsov  | Russia        | 1        | 3      | 1:55.10 |      |
| 11   | Moss Burmester     | Nuova Zelanda | 2        | 7      | 1:55.35 |      |
| 12   | Peng Wu            | Cina          | 1        | 2      | 1:55.73 |      |
| 13   | Ryusuke Sakata     | Giappone      | 1        | 8      | 1:55.91 |      |
| 14   | Pedro Oliveira     | Portogallo    | 1        | 1      | 1:56.25 |      |
| 15   | Joeri Verlinden    | Paesi Bassi   | 2        | 8      | 1:56.74 |      |
| 16   | Lucas Salatta      | Brasile       | 2        | 1      | 1:57.17 |      |

## Risultati finale
| Pos. | Atleta             | Nazionalità | Corsia | Tempo   | Note             |
| ---- | ------------------ | ----------- | ------ | ------- | ---------------- |
|      | Michael Phelps     | Stati Uniti | 5      | 1:51.51 | WR               |
|      | Paweł Korzeniowski | Polonia     | 3      | 1:53.23 | Record nazionale |
|      | Takeshi Matsuda    | Giappone    | 4      | 1:53.32 |                  |
| 4    | Kaio Almeida       | Brasile     | 2      | 1:54.27 |                  |
| 5    | Scott Tyler Clary  | Stati Uniti | 8      | 1:54.45 |                  |
| 6    | Dinko Jukić        | Austria     | 6      | 1:55.08 |                  |
| 7    | Sebastien Rousseau | Sudafrica   | 1      | 1:55.43 |                  |
| 7    | Michael Rock       | Regno Unito | 7      | 1:55.43 |                  |